# Accord de Schengen
Pour les articles homonymes, voir Schengen (homonymie).
Ne doit pas être confondu avec Convention de Schengen.
L’accord de Schengen a été signé le 14 juin 1985 par cinq des membres de la Communauté européenne d'alors : l'Allemagne de l'Ouest, la France et les pays du Benelux (Belgique, Pays-Bas et Luxembourg), déjà régis par un accord de libre circulation. Cet accord est la première étape de la création de l'espace Schengen.

## Origine
L'accord de Schengen est une proposition des États du Benelux, où la libre circulation existait déjà, à la France et à l'Allemagne. Leur objectif est de parvenir à une suppression graduelle des contrôles à leurs frontières communes compensée par une surveillance plus efficace de leurs frontières extérieures. Ces États forment le  « groupe de Schengen ».
Souvent présenté comme un « laboratoire de l'Europe », cet accord fait suite, notamment, à une grève du zèle des douaniers italiens, puis des douaniers français, en janvier 1984, confrontés à l'intensification de leur travail à la suite de l'augmentation des passages de frontières, à laquelle fait réponse une grève des camionneurs qui paralyse le territoire français en février 1984. Malgré l'opposition du ministre des Transports Charles Fiterman (PCF), le Premier ministre Pierre Mauroy veut envoyer l'armée pour briser la grève. Finalement, il envoie des grues, accompagnées de chars, pour dégager les camions, et tente de faire émerger un interlocuteur représentatif.

## Contenu
L'accord distingue les mesures à court terme (allègement des contrôles aux frontières internes, coordination de la lutte contre le trafic de drogue et la criminalité) contenues dans le Titre I, et des mesures à long terme (harmonisation des dispositions légales dans ces domaines, coopération policière et harmonisation de la politique des visas) au Titre II.
Sept des 33 articles de l'accord portent sur l'immigration et/ou la coopération policière, les autres étant concernés par la libre circulation (suppression des contrôles douaniers, mais aussi harmonisation de la TVA et des politiques d'accords de visas).

## Ratification

États membres de l'UE participant
États membres de l'UE participant avec un opt-out
États membres de l'UE non participant
États non-membres de l'UE participant
États non-membres de l'UE participant de facto
États non-membres de l'UE avec frontière ouvertes

L'accord est signé par l'Allemagne, la Belgique, la France, le Luxembourg et les Pays-Bas le 14 juin 1985 à Schengen, village luxembourgeois à la frontière avec la France et l'Allemagne. Pour la symbolique, la signature est effectuée à bord du Princesse Marie-Astrid, ancré dans la Moselle, le plus près possible du tripoint Allemagne-France-Luxembourg.
Signé par la France, l'accord n'est publié au Journal officiel français que le 5 août 1986. Il entre en vigueur dix ans plus tard avec la création de l'espace Schengen qui dispense les citoyens des États membres dudit espace des contrôles aux frontières intérieures des États membres et permet de ce fait la libre circulation des citoyens.
Il a été mis en application par la convention d'application des accords de Schengen.
Depuis le traité d'Amsterdam, les accords de Schengen et leur convention d'application sont devenus parties intégrantes des politiques communes de l'Union européenne au même titre que la politique agricole commune ou l'euro. Le traité de Lisbonne contient des dispositions relatives aux frontières.

## Sources

## Compléments